# Billy Horschel
 (décembre 2024).
Si vous disposez d'ouvrages ou d'articles de référence ou si vous connaissez des sites web de qualité traitant du thème abordé ici, merci de compléter l'article en donnant les références utiles à sa vérifiabilité et en les liant à la section « Notes et références ».
William John Horschel, né le 7 décembre 1986, est un golfeur professionnel américain qui joue actuellement sur le PGA Tour.

## Biographie
Horschel est né et a grandi à Grant, en Floride. Il a fréquenté le Bayside High School dans la ville voisine de Palm Bay.
Il a joué par la suite en carrière universitaire pour l'Université de Floride de 2006 à 2009.
En 2006, il joue l'US Open mais échoue à passer le CUT.

## Carrière
Billy Horschel est devenu professionnel en 2009. En décembre 2009, il a obtenu une carte du PGA Tour2010 grâce ses performances universitaires. Une blessure au poignet va le priver de sa saison de rookie et il ne pourra s'aligner que sur quatre tournois mais ne passera aucun CUT sur ces derniers.
En février 2011, il effectue enfin son premier CUT sur le Mayakoba Golf Classic et termine T13.
En 2013, il remporte son premier tournoi sur le PGA Tour, le Zurich Classic of New Orleans.
Lors de l'US Open 2013, Horschel passe en tête avec Phil Mickelson, à mi-parcours du tournoi. Jouant son premier tournoi majeur en tant que professionnel, il est l'un des deux seuls joueurs sous le par après le deuxième tour. Il termine finalement à quatre coups du vainqueur Justin Rose soit T4 lors de son premier tournoi majeur en tant que professionnel et se hisse au 34e rang du classement mondial et au 4e rang du classement de la FedEx Cup.
En 2014, il enchaîne deux victoires en deux semaines : le BMW Championship suivi du Tour Championship. Ces victoires le propulse 14e joueur mondial sur la saison.
En 2017 il remporte le AT&T Byron Nelson en battant Jason Day en play-off.
En avril 2018, Horschel a remporté le Zurich Classic of New Orleans, devenu un tournoi en équipes avec son partenaire Scott Piercy.
En mars 2021, Horschel a remporté le Match Play WGC-Dell Technologies en battant Scott Scheffler 2 & 1 en finale. En septembre de la même année, il remporte le BMW PGA Championship sur le Tour Européen. Sa seconde victoire sur ce tour.
En juin 2022, il a remporté le Memorial Tournament, son septième titre sur le PGA Tour. En septembre 2022, il est sélectionné pour l'équipe américaine de la Presidents Cup. Il gagne un match mais en perd deux sur le tournoi.
En septembre 2024, Herschel est devenu le premier golfeur américain à remporter le BMW PGA Championship à deux reprises en réussissant un putt pour eagle et battant Rory McIlroy en play-off.

## Vie privée
Billy Horschel est connu pour être un grand supporter de West Ham United Football Club. Il porte régulièrement un sac de golf aux couleurs du club. 

## Victoires professionnelles (11)

### PGA Tour (8)
| Legend                       |
| ---------------------------- |
| World Golf Championships (1) |
| FedEx Cup playoff events (2) |
| Autres PGA Tour (5)          |

| No. | Date       | Tournoi                                              | Score           | Par     | Marge     | Runner(s)-up               |
| --- | ---------- | ---------------------------------------------------- | --------------- | ------- | --------- | -------------------------- |
| 1   | 28/04/2013 | Zurich Classic of New Orleans                        | 67-71-66-64=268 | −20     | 1 stroke  | D. A. Points               |
| 2   | 07/09/2014 | BMW Championship                                     | 68-66-63-69=266 | −14     | 2 strokes | Bubba Watson               |
| 3   | 14/09/2014 | Tour Championship                                    | 66-66-69-68=269 | −11     | 3 strokes | Jim Furyk, Rory McIlroy    |
| 4   | 21/05/2017 | AT&T Byron Nelson                                    | 68-65-66-69=268 | −12     | Playoff   | Jason Day                  |
| 5   | 29/04/2018 | Zurich Classic of New Orleans (2) (dont 1 en équipe) | 65-73-61-67=266 | −22     | 1 stroke  | Jason Dufner and Pat Perez |
| 6   | 28/03/2021 | WGC-Dell Technologies Match Play                     | 2 and 1         | 2 and 1 | 2 and 1   | Scottie Scheffler          |
| 7   | 05/06/2022 | Memorial Tournament                                  | 70-68-65-72=275 | −13     | 4 strokes | Aaron Wise                 |
| 8   | 21/04/2024 | Corales Puntacana Championship                       | 67-69-66-63=265 | −23     | 2 strokes | Wesley Bryan               |

PGA Tour playoff (1–1)
| No. | Année | Tournament        | Opponent(s)                                                        | Result                           |
| --- | ----- | ----------------- | ------------------------------------------------------------------ | -------------------------------- |
| 1   | 2016  | RSM Classic       | Blayne Barber, Mackenzie Hughes, Henrik Norlander, Camilo Villegas | Défaite sur par au premier trou  |
| 2   | 2017  | AT&T Byron Nelson | Jason Day                                                          | Victoire sur par au premier trou |

### European Tour (3)
| Legend                       |
| ---------------------------- |
| World Golf Championships (1) |
| Flagship events (1)          |
| Rolex Series (2)             |
| Other European Tour (0)      |

| No. | Date       | Tournoi                          | Score           | Par     | Marge    | Runner(s)-up                                         |
| --- | ---------- | -------------------------------- | --------------- | ------- | -------- | ---------------------------------------------------- |
| 1   | 28/03/2021 | WGC-Dell Technologies Match Play | 2 and 1         | 2 and 1 | 2 and 1  | Scottie Scheffler                                    |
| 2   | 12/09/2021 | BMW PGA Championship             | 70-65-69-65=269 | −19     | 1 stroke | Kiradech Aphibarnrat, Laurie Canter, Jamie Donaldson |
| 3   | 22/09/2024 | BMW PGA Championship (2)         | 67-69-65-67=268 | −20     | Playoff  | Thriston Lawrence, Rory McIlroy                      |

- En 2021, le BMW PGA Championship était un tournoi Rolex Series.

European Tour playoff (1–0)
| No. | Année | Tournoi              | Adversaires                     | Result                                                                        |
| --- | ----- | -------------------- | ------------------------------- | ----------------------------------------------------------------------------- |
| 1   | 2024  | BMW PGA Championship | Thriston Lawrence, Rory McIlroy | Victoire sur eagle au second trou Lawrence éliminé par birdie au premier trou |

## Résultats dans les tournois majeurs
| Tournament       | 2006 | 2007 | 2008 | 2009 |
| ---------------- | ---- | ---- | ---- | ---- |
| The Masters      |      |      |      |      |
| U.S. Open        | CUT  |      |      |      |
| Open britannique |      |      |      |      |
| PGA Championship |      |      |      |      |

| Tournament       | 2010 | 2011 | 2012 | 2013 | 2014 | 2015 | 2016 | 2017 | 2018 |
| ---------------- | ---- | ---- | ---- | ---- | ---- | ---- | ---- | ---- | ---- |
| The Masters      |      |      |      |      | T37  | CUT  | T17  |      | CUT  |
| U.S. Open        |      |      |      | T4   | T23  | T25  | T32  | CUT  |      |
| Open britannique |      |      |      | CUT  | CUT  | T30  | CUT  | CUT  |      |
| PGA Championship |      |      |      | CUT  | T58  | T25  | T79  | T48  | T35  |

| Tournament       | 2019 | 2020 | 2021 | 2022 | 2023 | 2024 |
| ---------------- | ---- | ---- | ---- | ---- | ---- | ---- |
| The Masters      | T56  | T38  | T50  | 43   | 52   |      |
| PGA Championship | T23  | T43  | T23  | 68   | CUT  | T8   |
| U.S. Open        | T32  | T38  | CUT  | CUT  | T43  | T41  |
| Open britannique | CUT  | NT   | T53  | T21  | CUT  | T2   |

CUT = rate le cut

NT = tournoi non disputé (COVID-19)